# Holýšov
Holýšov (v místním  nářečí Holejšov, německy Holleischen) je město v okrese Plzeň-jih v Plzeňském kraji. Žije v něm přibližně 5 700 obyvatel. Jde o třetí největší město v okrese Plzeň-jih (po Přešticích a Dobřanech). Jeho poloha je na pravém břehu řeky Radbuzy, jihozápadním směrem od města Plzeň a severovýchodním směrem od města Domažlice. Holýšov leží na úpatí vrchu Trný (516 metrů) a Makového vrchu (480 metrů). Město je ze tří stran obklopeno lesy.

## Historie
Okolí Holýšova bylo, jak dokládají archeologické nálezy z pravěkých mohyl, osídleno ve starší době bronzové, okolo roku 2000 před naším letopočtem. V letech 1202 až 1210 se předpokládá založení ženského kláštera Vojslavou, sestrou blahoslaveného Hroznaty. První písemné záznamy o existenci města jsou z 23. května 1272, kdy papež Řehoř X. vydal v Orvietu na požádání třetího chotěšovského probošta Mírka listinu, kterou chotěšovskému klášteru nejen potvrdil nový majetek, ale i všechny dřívější statky, práva a výsady, stejně jako i přijetí pod ochranu papežské stolice. Mezi 22 vesnicemi, které klášteru daroval kníže Hroznata, je město zmíněno pod názvem Holissono. V roce 1383 je doložena existence kostela. Ve 14. a 15. století patřil Holýšov do majetku Lobkoviců. Po období husitských válek se v držení obce vystřídalo několik okolních šlechtických rodů. 

### Novověk
V 16. století byli majiteli obce Lobkovicové, kteří sídlili na zámku v nedalekém Horšovském Týně. Poté byla obec vrácena zpět chotěšovskému klášteru a po jeho zrušení v roce 1782 se majitelem Holýšova stává kníže Thurn-Taxis. V majetku tohoto rodu byl Holýšov do roku 1919. Jižním směrem od obce se počátkem 19. století těžilo černé uhlí. Kromě uhlí se v okolí Holýšova těžilo také olovo, zinek, stříbro a tuha. Samotný Holýšov byl zemědělskou obcí až do roku 1897, kdy zde byla sklářskou rodinou Zieglerů založena rozsáhlá sklárna na tabulové a zrcadlové sklo. Šlo o největší podnik svého druhu v Rakousko-Uhersku, který čítal kolem 900 zaměstnanců. Černé uhlí z nedalekých dolů bylo do továrny dopravováno lanovkou. Sklárna ročně produkovala až 1000 vagónů skla (asi deset tisíc tun skla), které se vyváželo do celé Evropy a Ameriky. V roce 1934 byl provoz sklárny ukončen v důsledku hospodářské krize, vyčerpání blízkých nalezišť černého uhlí a nárůstu konkurence. Ve druhé polovině 30. let obcí procházela linie betonového opevnění. Šlo o lehké opevnění vz. 36 a vz. 37.

### Druhá světová válka
Holýšov byl mezi světovými válkami převážně německy mluvícím městem, a proto se stal součástí Sudet a po podepsání Mnichovské dohody připadl do Říše. Bývalá sklárna byla v roce 1939 přebudována na muniční továrnu MWH (Metalwerke Holleischen) vyrábějící letadlovou a protiletadlovou munici. V továrně pracovalo asi 6000 pracovníků, které tvořili totálně nasazení, váleční zajatci a vězni. Na území obce vzniklo 6 pracovních a zajateckých táborů a v roce 1944 také pobočný ženský koncentrační tábor tábora ve Flossenbürgu. Pro mistry a výše postavené zaměstnance továrny, jakož i pro dozorce bylo v obci vystavěno rozsáhlé sídliště v saském stavebním stylu prostě označované jako Siedlung (sídliště), po válce mu byl přidělen název Výhledy. V prostorách bývalé sklárny se vyráběly pouze mechanické součástky, v lese severním směrem od města pak měla továrna svůj pobočný závod, kde docházelo k chemické výrobě složí a finální kompletaci střel. V těchto prostorách po válce vznikla vojenská kasárna československé armády. Továrna byla koncem války bombardována spojeneckými jednotkami, ale většina zásahů ji minula.

##### Osvobození
Holýšovský koncentrační tábor byl osvobozen 5. května 1945 polskou Svatokřižskou brigádou, která přes protektorát Čechy a Morava ustupovala před Rudou armádou. Polská brigáda vnikla i do areálu muniční továrny, kde zajala tamní stráž a jejího velitele, poté však narazila na odpor v ulicích a byla donucena se stáhnout. Podle popisu velitele brigády měl velitel koncentračního tábora rozkaz celý tábor i s vězeňkyněmi spálit, jakmile se Američané přiblíží k obci. Tomu Svatokřižská brigáda zabránila. Polská brigáda vedla s Američany jednání a byla začleněna mezi spojenecké jednotky. Dne 6. května 1945 do obce v ranních hodinách vstoupila 2. pěší divize americké armády, kterou následovaly další spojenecké jednotky a obec byla bez dalšího odporu definitivně osvobozena. Součástí americké armády byl i 17. belgický střelecký prapor, v němž sloužili dobrovolníci z Belgie, kteří si v Holýšově po válce zřídili velitelství a až do listopadu 1945 dohlíželi na propouštění vězeňkyň a jejich úspěšný návrat do jejich domovů. Značnou část vězeňkyň tvořily Francouzky, ale byly zde vězněny i Polky, Rusky, Maďarky a ženy dalších národností. V roce 2008 byli tři váleční veteráni z Belgie – Albert Gélise, Louis A. H. Gihoul a Arthur Otto – oceněni čestným občanstvím města Holýšov a na základě této události pak v roce 2012 belgický 17. střelecký prapor předal městu svoji standartu. Po válce byly bývalé pracovní a zajatecké tábory využity jako sběrné tábory pro německy mluvící obyvatelstvo žijící v Holýšově a jeho okolí. Z těchto sběrných táborů bylo vypraveno 11 transportů, ve kterých bylo z Československa vyhnáno 13 410 jeho bývalých německy mluvících občanů. Holýšov tak byl téměř vylidněn a postupně se tak do města přistěhovávali noví obyvatelé.

### Poválečný vývoj
Z bývalé sklárny a muniční továrny byla po válce vybudována továrna SVA Holýšov. Podnik se zaměřoval na výrobu náhradních dílů všech automobilů, které se tehdy v Československu vyráběly. Později se továrna začala orientovat na výrobu a generální opravy autobusových karoserií. V roce 1960 byla obec Holýšov povýšena na město a továrna se dostala na vrchol svého významu. Podnik se mimo jiné proslavil především výrobou autobusu Škoda 706 RTO. Tento model se rozšířil po celém Československu a v SVA Holýšov se denně vyrábělo až 8 autobusů. Dále zde bylo vyrobeno několik přenosových vozů pro československou televizi. V roce 1972 byla výroba tohoto modelu ukončena a závod byl začleněn pod národní společnost LIAZ.
Po sametové revoluci byl LIAZ privatizován a v současnosti je pod značkou Daimler Buses (dříve EvoBus) součástí firmy Mercedes-Benz.

## Obyvatelstvo
Holýšov se vlivem průmyslu dále rozvíjí a stoupá i počet jeho obyvatel. V roce 2006 jich v Holýšově žilo 4 813, počátkem roku 2012 jich bylo 4 943 a v roce 2016 měl Holýšov 5 023 obyvatel.
| Rok            | 1869 | 1880 | 1890 | 1900 | 1910  | 1921  | 1930  | 1950  | 1961  | 1970  | 1980  | 1991  | 2001  | 2011  | 2021  |
| -------------- | ---- | ---- | ---- | ---- | ----- | ----- | ----- | ----- | ----- | ----- | ----- | ----- | ----- | ----- | ----- |
| Počet obyvatel | 369  | 401  | 420  | 693  | 1 007 | 1 161 | 1 597 | 2 946 | 3 617 | 3 949 | 4 163 | 4 414 | 4 484 | 4 793 | 4 902 |
| Počet domů     | 56   | 60   | 60   | 91   | 127   | 154   | 262   | 428   | 409   | 434   | 442   | 499   | 530   | 619   | 721   |

## Městská správa
Do konce roku 2020 spadal Holýšov do okresu Domažlice, od začátku roku 2021 je součástí okresu Plzeň-jih.
Holýšov je obec s pověřeným obecním úřadem pro obce:
- Bukovec
- Čečovice
- Černovice
- Horní Kamenice
- Kvíčovice
- Neuměř
- Štichov
- Všekary

Holýšov je začleněn do svazku obcí Mikroregion Radbuza.

### Části města
- Holýšov (včetně ZSJ Nový Dvůr)
- Dolní Kamenice

Od 1. května 1980 do 23. listopadu 1990 k městu patřily i Horní Kamenice, od 1. července 1984 do 23. listopadu 1990  Kvíčovice, Neuměř, Štichov, Všekary a
od 1. října 1984 do 23. listopadu 1990 také Bukovec, Čečovice, Černovice a Nemněnice.

### Městské symboly
Znak byl městu udělen rozhodnutím předsedy Poslanecké sněmovny Parlamentu České republiky dne 15. července 1993 a vlajka byla městu udělena rozhodnutím předsedy PSP ČR dne 24. listopadu 2014.
Blason znaku:
Zlato-modře dělený štít. V horním poli troje černé paroží (2+1), v dolním poli křížem přeložený klíč a meč, vše stříbrné.
Horní polovinu štítu tvoří paroží, symbol českého vladyky Hroznaty, zakladatele tepelského a chotěšovského kláštera, ke kterému obec v minulosti patřila. Skřížený klíč a meč v dolní polovině jsou potom atributy svatého Petra a Pavla, jimž je zasvěcen holýšovský kostel.
Blason vlajky:
List tvoří dva vodorovné pruhy, žlutý a modrý. Ve žlutém tři (2, 1) černá paroží, v modrém kosmo klíč zuby nahoru a k dolnímu rohu listu, šikmo podložený mečem hrotem k hornímu cípu listu, obojí bílé. Poměr šířky k délce listu je 2:3.

## Ekonomika

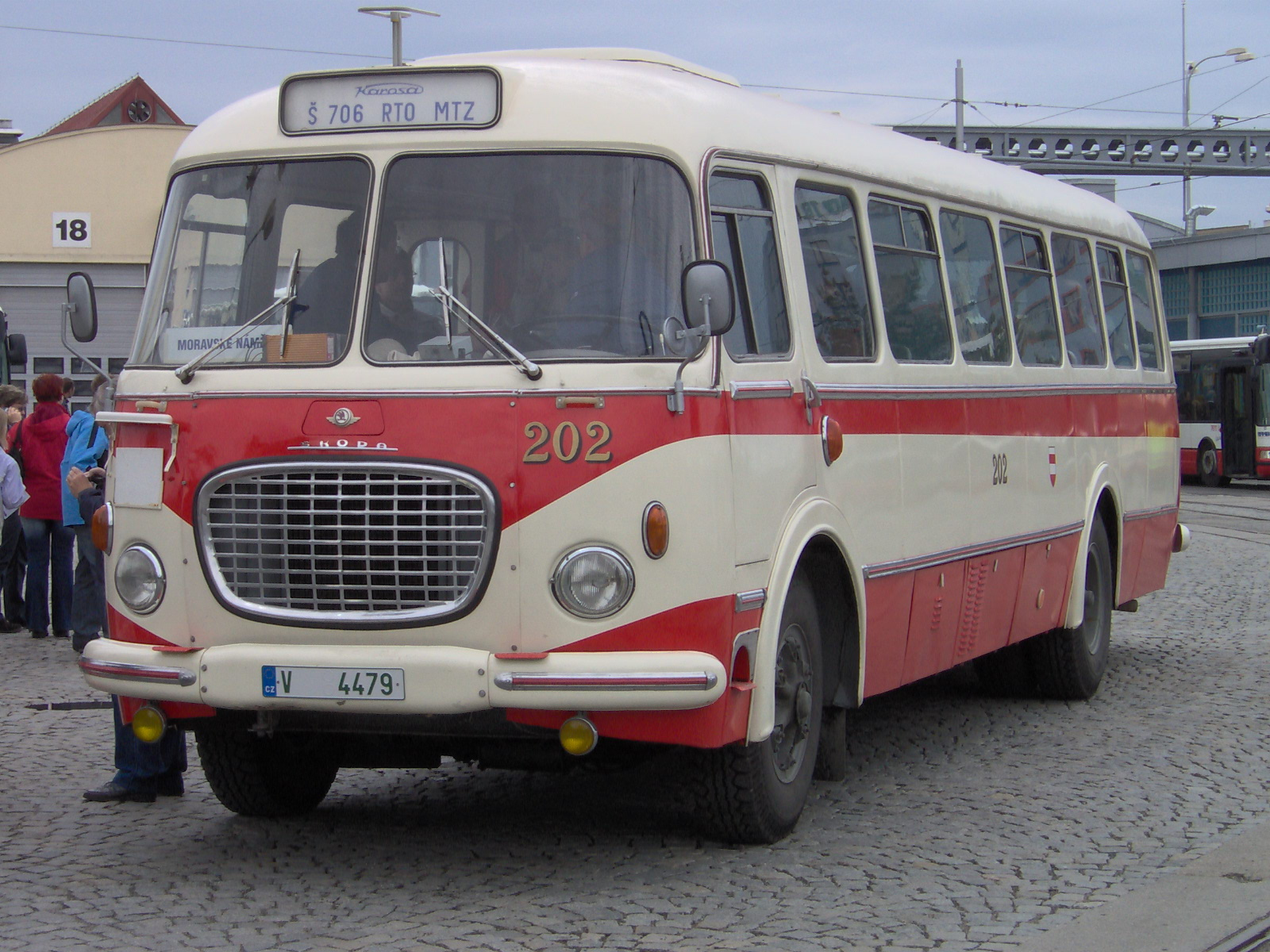
Autobus Škoda 706 RTO vyráběný v Holýšově

Mezi tradiční produkty Holýšova patří autobusy LIAZ.[zdroj⁠?!] V roce 2008 byl provoz továrny jejím majitelem ukončen a její části byly rozprodány nebo od té doby chátrají a zejí prázdnotou. Holýšov si přesto zachoval průmyslový ráz a i v současnosti v něm působí celá řada průmyslových podniků a menších firem. Největším podnikem je firma Daimler Buses (dříve EvoBus), která je součástí koncernu Daimler Truck AG a vyrábí karoserie pro autobusy značek Mercedes-Benz a Setra. EvoBus v roce 2018 zaměstnával 640 lidí. Dále vyrábí ve městě firmy Wuppermann, MAHLE Behr či kabelovna Kabex a další firmy, jejichž převážná část působí v průmyslové zóně, která vznikla na místě bývalých vojenských kasáren.

## Doprava
Město leží na silnici č. I/26 na trase Plzeň – Folmava–Bavorsko a železniční trať Plzeň – Domažlice – Furth im Wald. Na železniční trati se nachází stanice Holýšov.
Městem projíždí také celá řada zejména místních autobusových linek s hlavní zastávkou U obuvi, asi 700 m od náměstí. Nejvýznamnějšími spoji jsou asi linky Plzeň–Domažlice a dálková linka Praha – Plzeň – Domažlice. Ostatní linky slouží zejména ke spojení okolních vesnic s městem.

## Školství
Město je vybaveno službami odpovídající své úloze střediska menšího regionu v rámci okresu. V Táborové ulici je základní škola. Město má také základní uměleckou školu, která se nachází ve školní ulici. Nejbližší gymnázium je v Domažlicích. Ve městě je také zdravotní středisko.

## Sport
V Holýšově se nachází fotbalový stadion, vedle něj jsou tenisové kurty, o kousek dál se nachází kuželky. V místech bývalých kasáren se nachází paintballový areál.

### Sportovní kluby v Holýšově

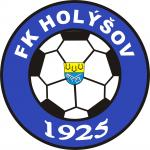
Logo FK Holýšov

- HC Holýšov působí v Plzeňské krajské soutěži – sk. C, sedmé české nejvyšší soutěži ledního hokeje. Klubové barvy jsou modrá a bílá.
- FK Holýšov založený v roce 1925
- TJ Holýšov
- oddíl Zápasu-Wrestling Holýšov

### Pekelný ostrov
U města se od roku 2012 v červenci koná hudební open-air festival Pekelný ostrov pořádaný společnosti Westmusic. Převážnou část hudební nabídky tvoří české i zahraniční rockové kapely. Místem konání je areál ostrova o rozloze 2,5 ha u města Holýšov vymezeného náhonem a řekou Radbuzou. Jedná se skutečně o ostrov, který je lemován z části náhonem a z části řekou Radbuzou.[zdroj⁠?!]

## Volby
| Strana | Počet Procent | Počet Hlasů |
| ------ | ------------- | ----------- |
| ANO    | 32,53 %       | 703         |
| SPD    | 16,61 %       | 359         |
| ODS    | 9,94 %        | 215         |
| ČSSD   | 8,83 %        | 191         |
| KSČM   | 8,56 %        | 185         |
| Piráti | 8,42 %        | 182         |
| STAN   | 6,15 %        | 133         |
| TOP 09 | 2,49 %        | 54          |

| Kandidát        | Počet Procent | Počet Hlasů |
| --------------- | ------------- | ----------- |
| Miloš Zeman     | 48,25 %       | 1088        |
| Jiří Drahoš     | 24,08 %       | 543         |
| Marek Hilšer    | 9,53 %        | 215         |
| Michal Horáček  | 6,92 %        | 156         |
| Pavel Fischer   | 4,79 %        | 108         |
| Mirek Topolánek | 3,81 %        | 86          |
| Jiří Hynek      | 1,2 %         | 27          |
| Petr Hannig     | 0,93 %        | 21          |

| Kandidát    | Počet Procent | Počet Hlasů |
| ----------- | ------------- | ----------- |
| Miloš Zeman | 64,77 %       | 1 557       |
| Jiří Drahoš | 35,23 %       | 847         |

## Pamětihodnosti
- Holýšovská radnice na náměstí 5. května, vystavěná v roce 1927
- Kostel svatého Petra a Pavla na náměstí 5. května
- Dům dějin Holýšovska na náměstí 5. května - malé muzeum otevřené v roce 2014, zaměřené především na historii města za první republiky a za druhé světové války
- Pamětní deska u bývalého Koncentračního tábora Holýšov
- Pomník padlých na třídě 1. máje
- Sídliště Výhledy, vystavěné válečnými zajatci během druhé světové války
- Areál SVA Holýšov, dříve sklárna, za druhé světové války muniční továrna, poté výrobna náhradních dílů, autobusů a karoserií
- Objekty lehkého opevnění
- Na vrchu Trní severovýchodně od města se nachází pozůstatky holýšovského hradiště z pozdní doby halštatské.[10]
- Komín s ochrannou zdí a památníkem obětem druhé světové války

## Osobnosti
- Patrik Stoklasa (1981–2004), zpěvák a muzikálový herec
- Jiří Vaněk (tenista) (* 1978), tenista
- Oldřich Vlach (* 1941), herec
- Štěpánka Haničincová (* 1931–1999), herečka, scenáristka, dramaturgyně a televizní moderátorka
- Filip Grznár (* 1985), kulturista soutěžící ve federaci WBFF
- Pavel Beran (* 1993), profesionální kulturista soutěžící ve federaci IFBB PRO

## Partnerská města
- Kümmersbruck, Německo
- Port, Švýcarsko

## Vodstvo
- Vodní tok: řeka Radbuza
- Rekreační Holýšovský rybník (70 ha)

## Další fotografie

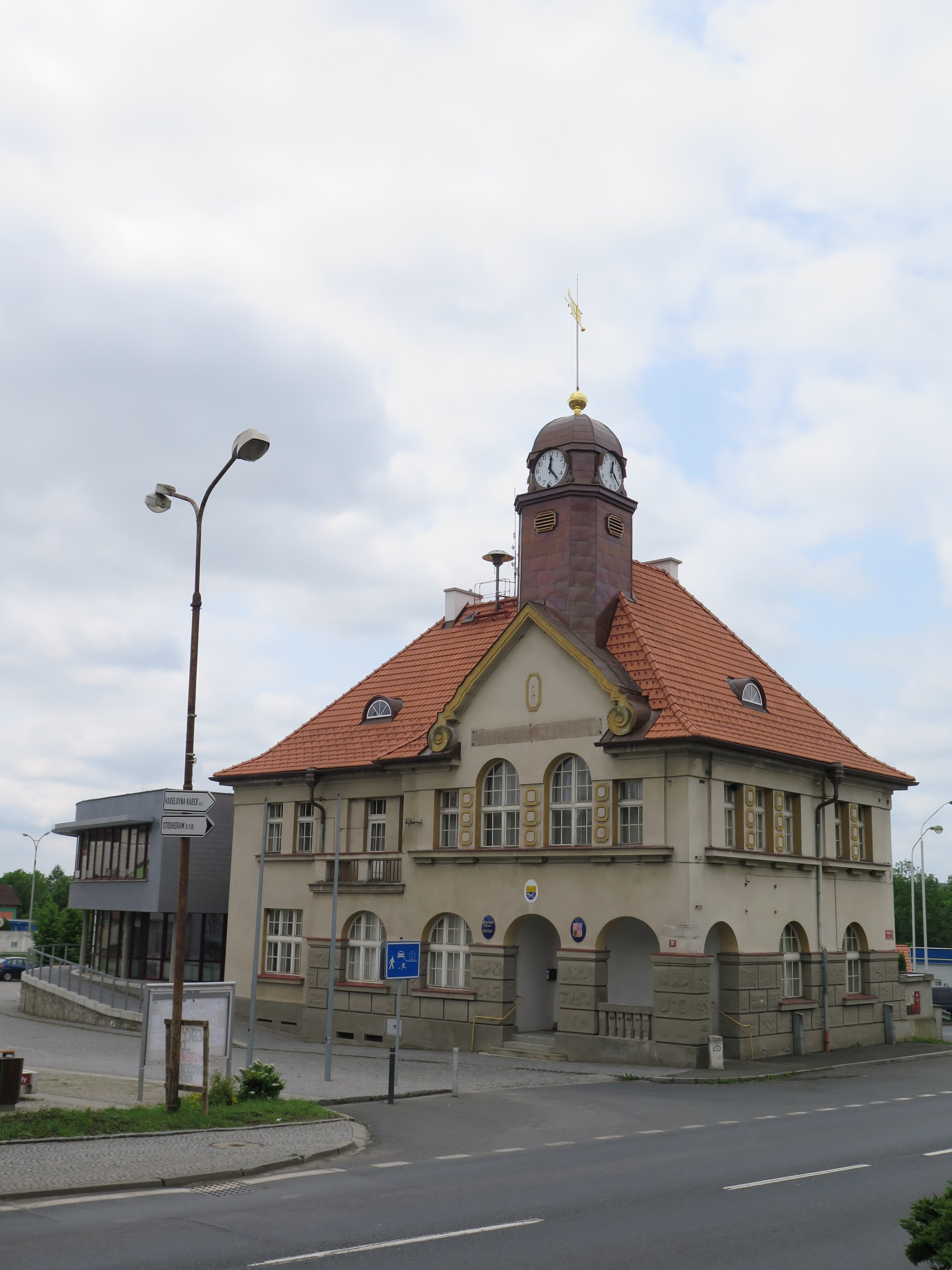
Holýšovská radnice
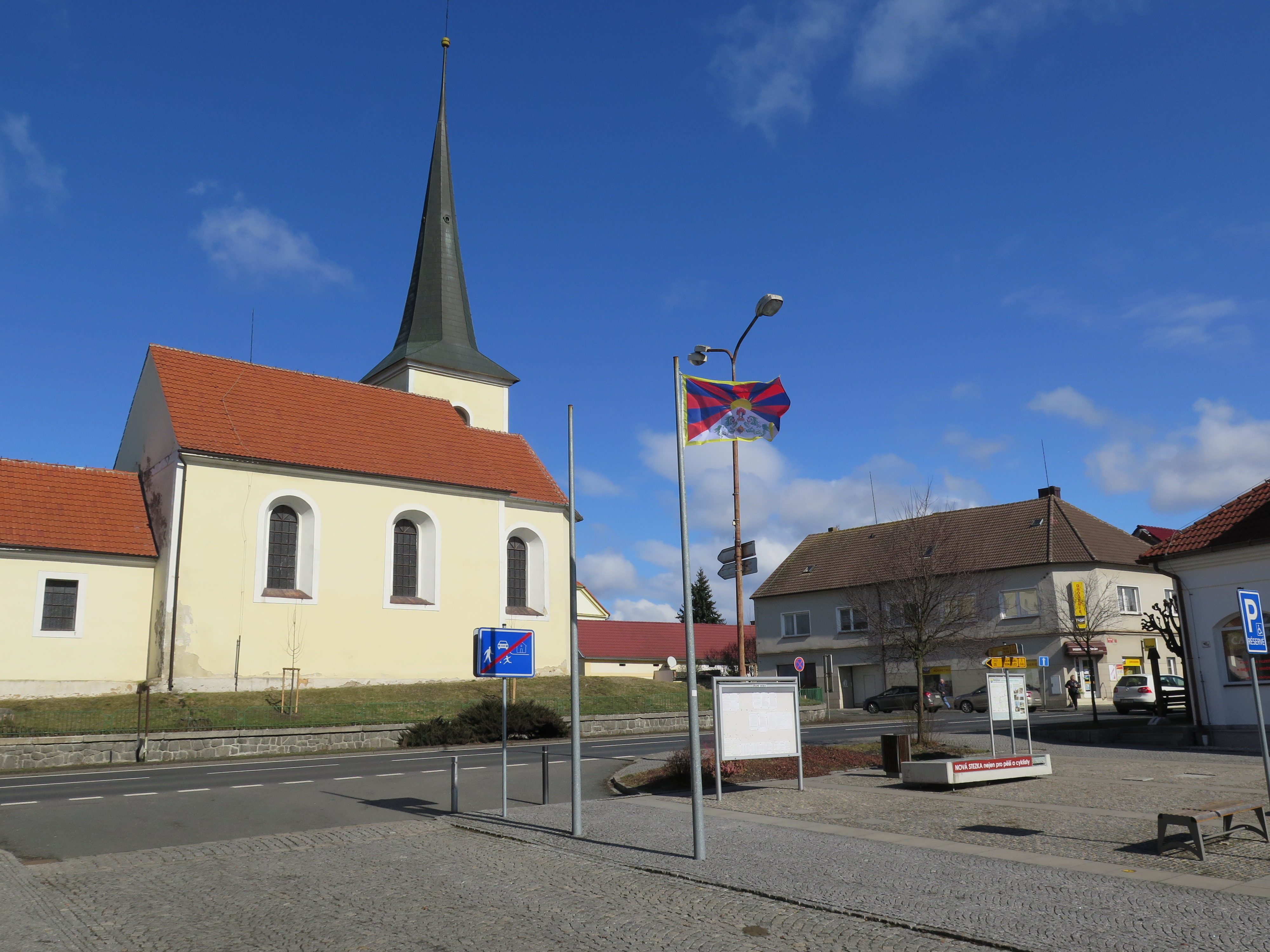
Náměstí 5. května
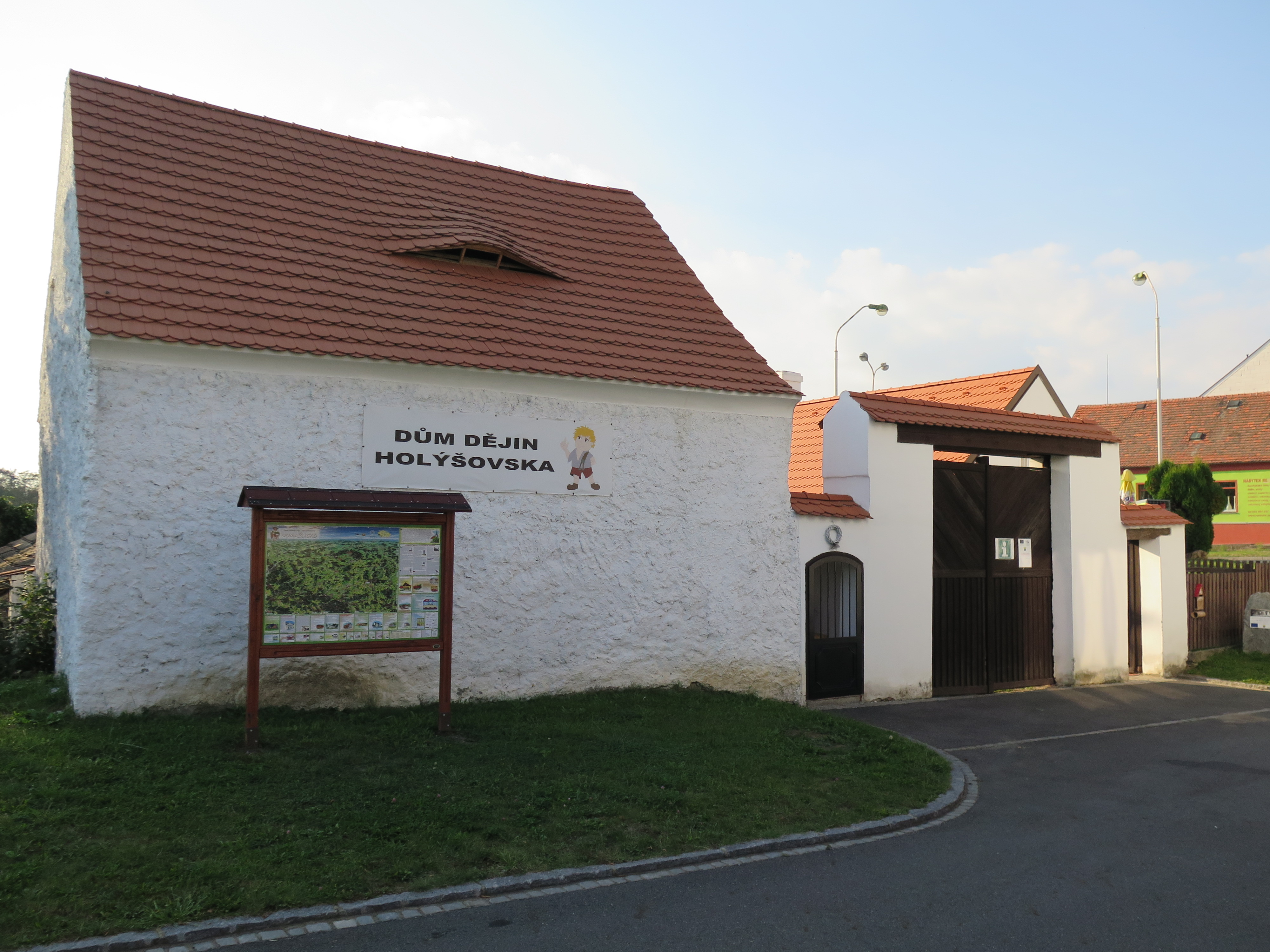
Dům dějin Holýšovska
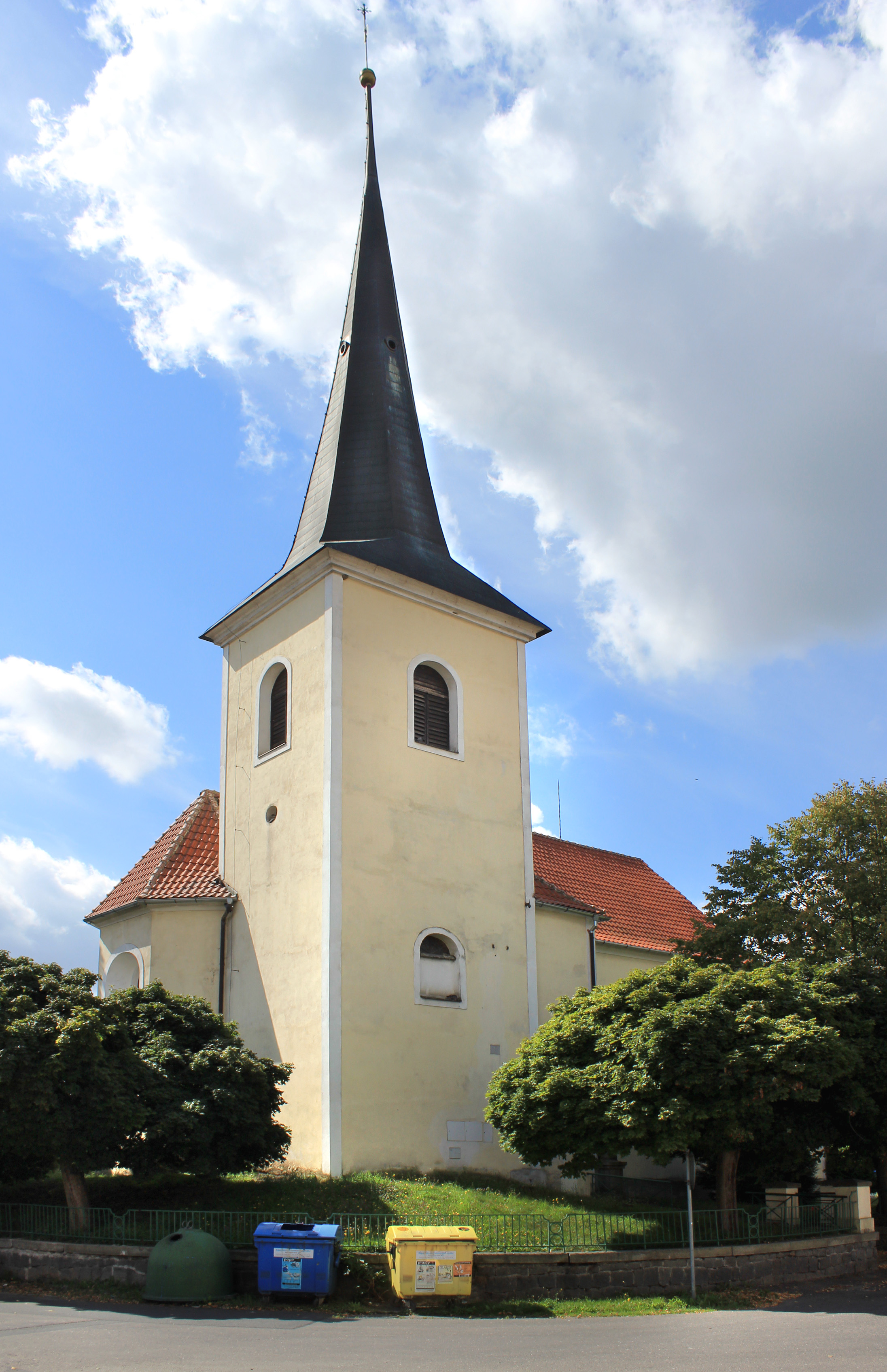
Kostel sv. Petra a Pavla
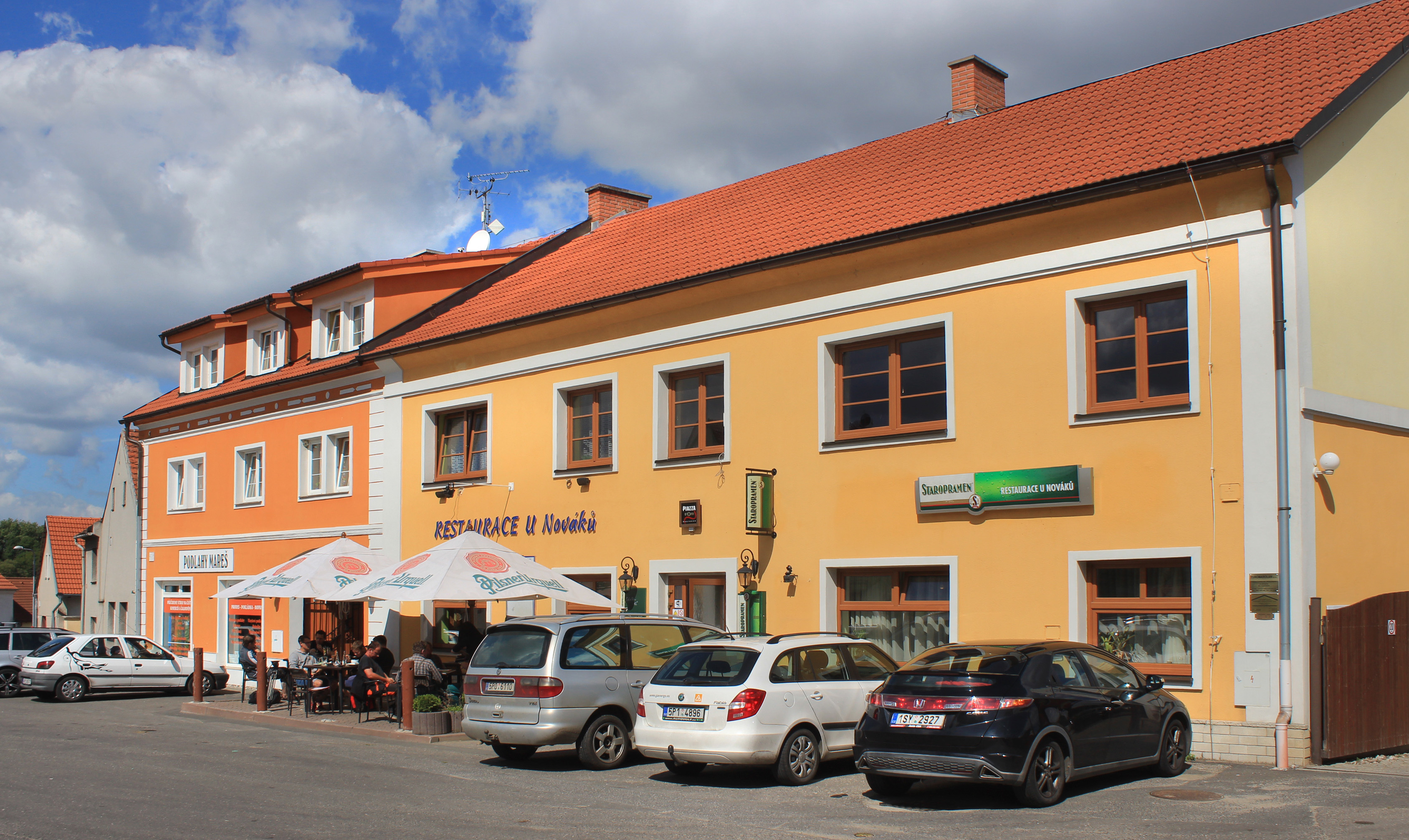
Restaurace na nám. 5. května
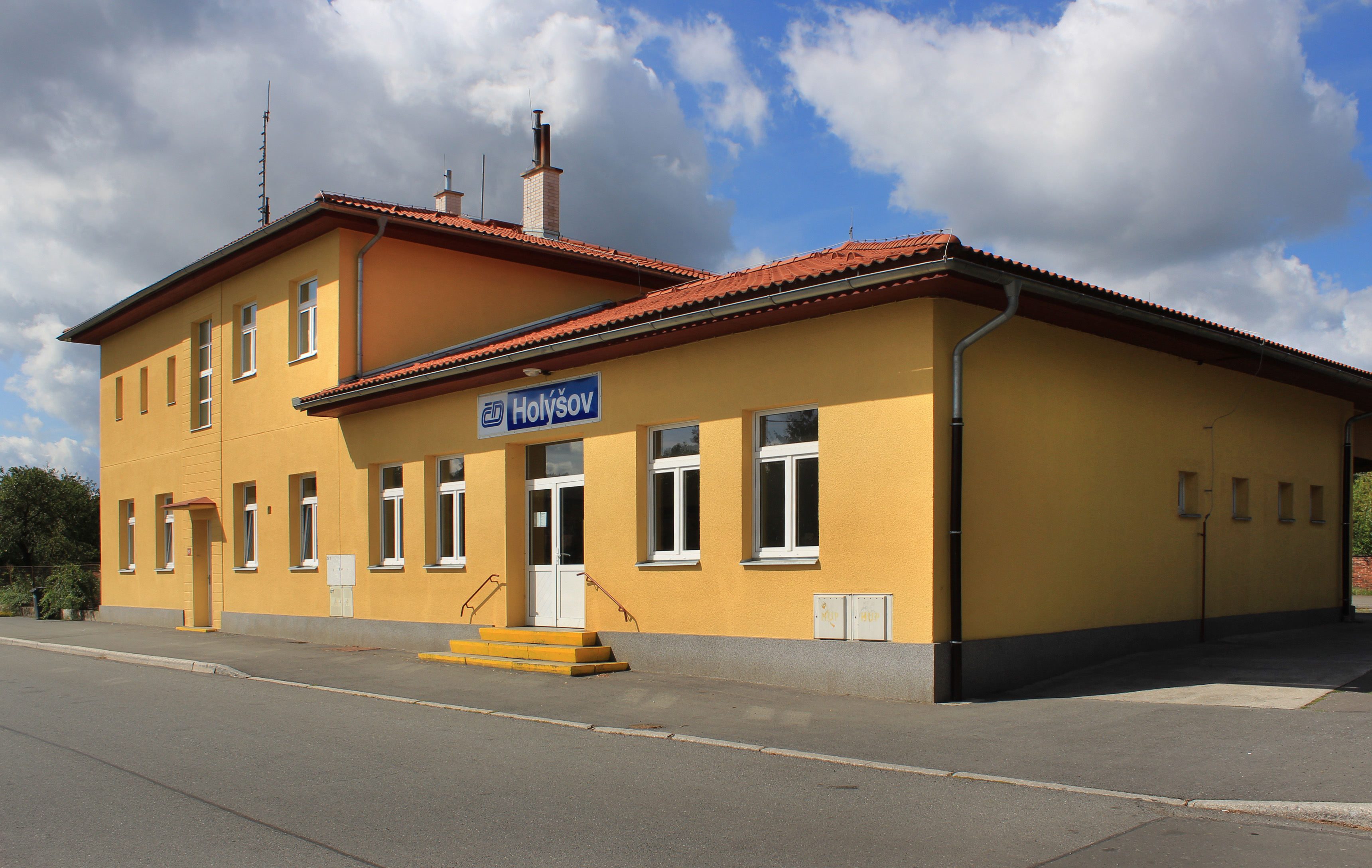
Nádraží
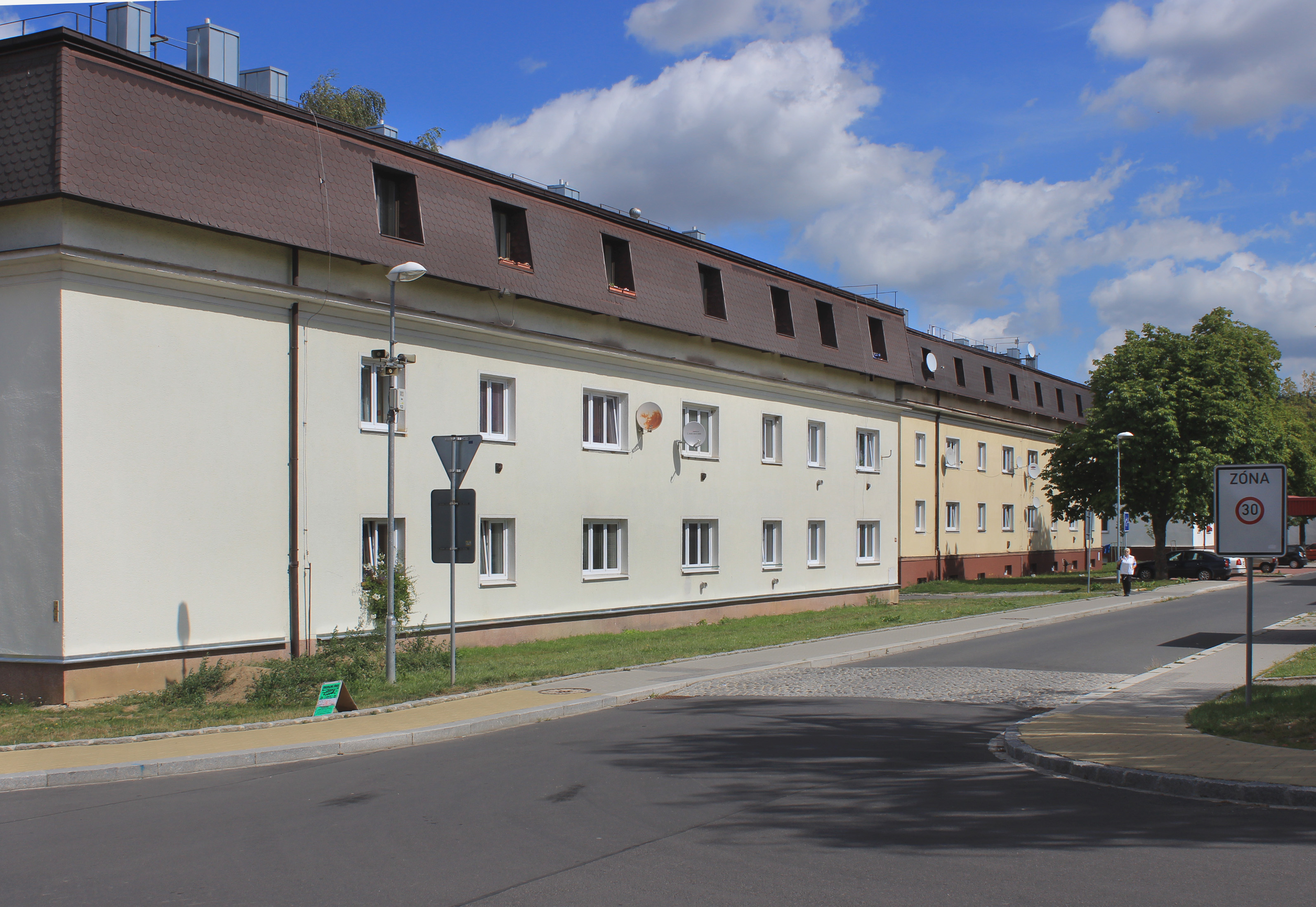
Táborová ulice